# Colombo (district)
Pour les articles homonymes, voir Colombo (homonymie).

Localisation du district de Colombo.

Le district de Colombo (singhalais : කොළඹ දිස්ත්‍රික්කය, tamoul : கொழும்பு மாவட்டம்) est un des vingt-cinq districts du Sri Lanka. Il est un des districts de la province de l'Ouest. Avec 642 km2, c'est le district le plus petit du pays.

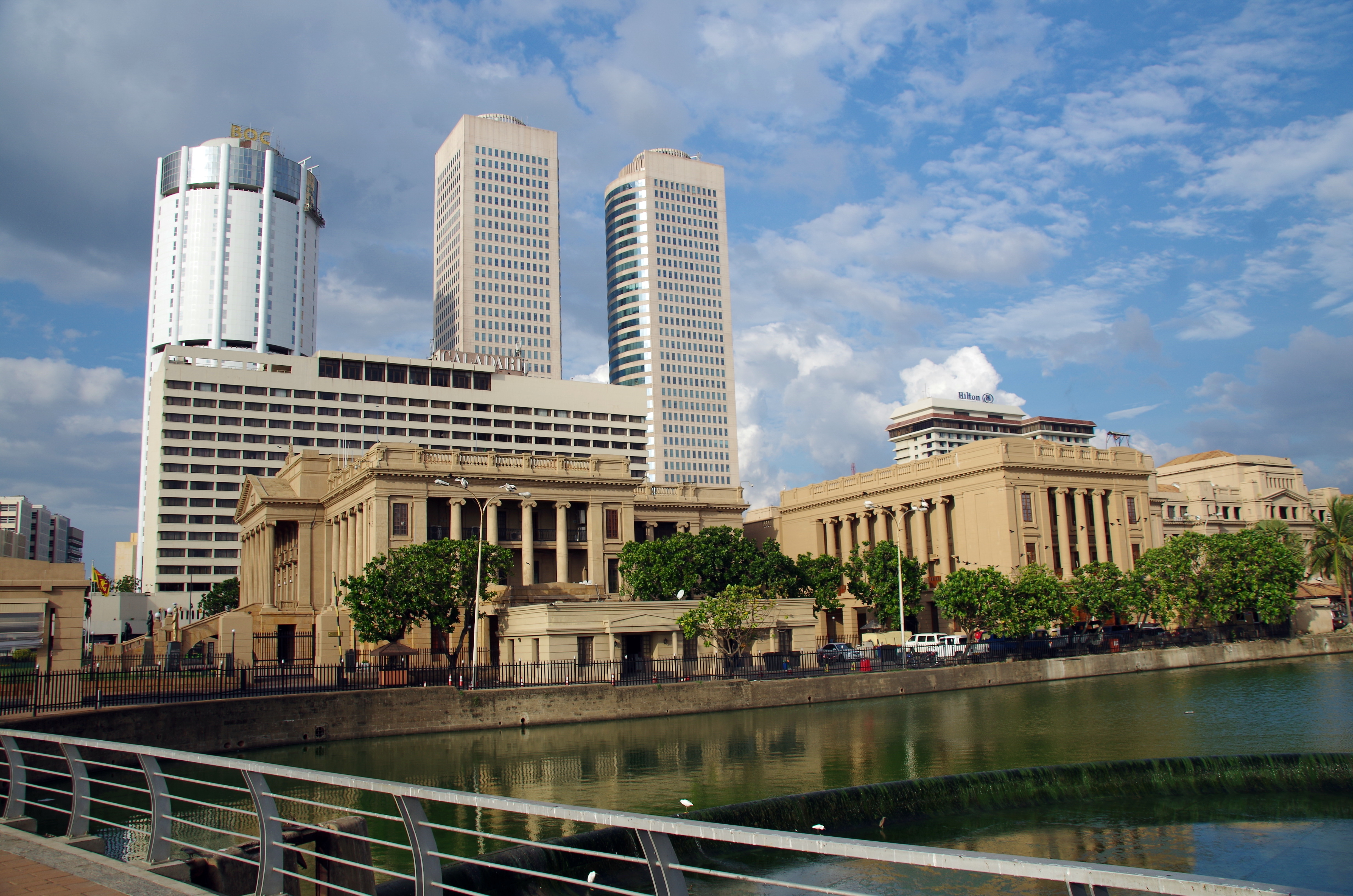
Colombo